# Kamenné Zboží
Kamenné Zboží (deutsch Stein Zbozi, 1939–45 Steinhof) ist eine Gemeinde in Tschechien. Sie liegt drei Kilometer westlich von Nymburk und gehört zum Okres Nymburk.

## Geographie
Kamenné Zboží befindet sich rechtselbisch auf der Böhmischen Tafel. Westlich erhebt sich der Höhenrücken Zadní čtvrť (195 m).
Nachbarorte sind Dvory im Norden, Veleliby, Zdonín und Kovansko im Nordosten, Nymburk im Osten, Drahelice im Süden, Kostomlátky im Südwesten, Kostomlaty nad Labem, Lány und Šibice im Westen sowie Kačerov und Zbožíčko im Nordwesten.

## Geschichte
Die erste urkundliche Erwähnung des Ortes erfolgte 1495 im Zuge der emphyteutischen Überlassung von Grundstücken zum Abbau von Pläner. Daneben betrieben die Bewohner auch Landwirtschaft. 1553 bestand das Dorf aus 15 Anwesen und einem Freikretscham.
Zu dieser Zeit gehörte Kamenné Zboží zur Herrschaft Lysá nad Labem.
Besitzer waren unter anderem ab 1647 Johann von Sporck und ab 1679 dessen Sohn Franz Anton von Sporck.
Ab 1850 bildete Kamenné Zboží eine politische Gemeinde im Bezirk Poděbrady. 1873 gründete sich eine Freiwillige Feuerwehr. 1894 wurde die Dorfschule eröffnet. Im Jahre 1900 lebten in den 82 Häusern des Dorfes 610 Menschen. Seit 1934 gehört die Gemeinde zum Okres Nymburk.
30 Häuser des Dorfes wurden in einem früheren Plänerbruch errichtet.

## Gemeindegliederung
Für die Gemeinde Kamenné Zboží sind keine Ortsteile ausgewiesen.

## Sehenswürdigkeiten
- Kapelle St. Peter und Paul